# Forțele armate ale Poloniei
Forțele armate ale Poloniei sunt compuse din patru ramuri: Fortele Terestre (Wojska Lądowe), Forțele Navale (Marynarka Wojenna), Forțele Aeriene (Siły Powietrzne) și Forțele Speciale (Wojska Specjalne). Armata este subordonată Ministrului Apărării Naționale, însă comandantul său suprem este Președintele Republicii.
Sarcinile Forțelor armate ale Poloniei este apărarea Poloniei de un atac extern și cooperarea cu forțele NATO.

## Efective
Efectivele Armatei după ramuri:
- Forțele Terestre (aproximativ 45 000 militari)(2012)
- Forțele Aeriene (aproximativ 16 000 militari)(2012)
- Forțele Navale (aproximativ 8 000 militari)(2012)
- Forțele Speciale (aproximativ 2000 militari)(2013)

## Aviația
Avioane

Cocarda aviației poloneze după 1993.

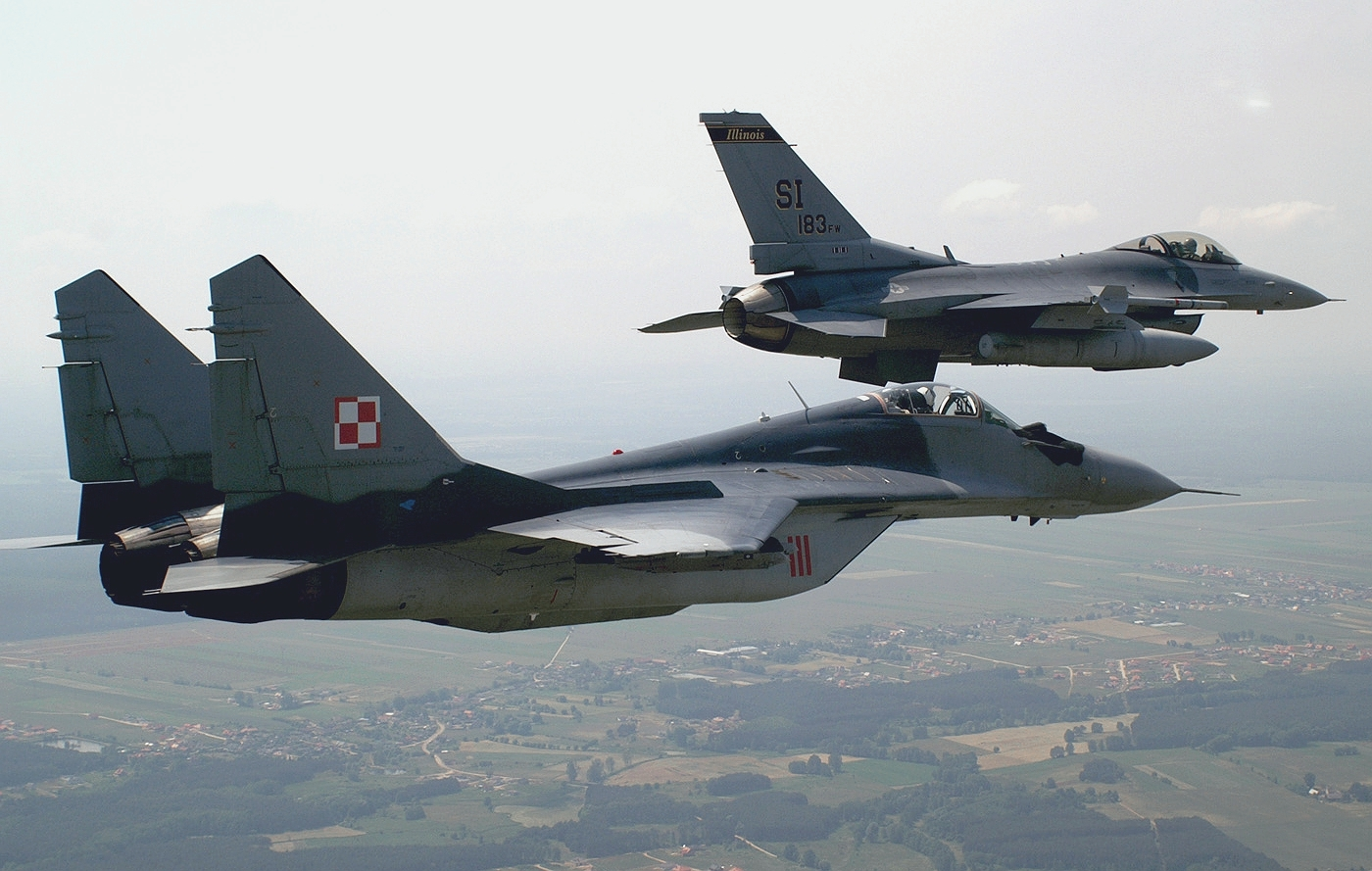
Un avion de vânătoare MiG-29 al aviației poloneze, cu un F-16 american

- Avioane de vânătoare: 128 buc., din care 
  - 48 F-16C/D Fighting Falcon,
  - 32 MiG-29 Fulcrum
  - 48 Su-22

- Avioane de antrenament: 55 buc., din care
  - 54 PZL TS-11 Iskra
  - 37 PZL-130 Orlik

- Avioane de transport 41 buc., din care
  - C-130E Hercules
  - CASA C-295
  - PZL M28 Bryza

- Drone
  - RQ-7 Shadow

Elicoptere
53 buc., din care
- - PZL Mi-2
  - Mi-8
  - Mi-17
  - Mi-24
  - PZL W-3
  - PZL SW-4

## Forțele navale
- Fregate: 2 (fregate clasa Oliver Hazard Perry]])[3]
- Corvete: 3 (clasa Kaszub, clasa Tarantul)[3]
- Submarine: 5 submarine clasa Kilo, submarine clasa Kobben [3]
- Vedete rapide de atac: 3 (clasa Orkan)[3]
- Nave dragoare: 19 (clasa Gardno, clasa Mamry, clasa 206FM)[3]
- Puitoare de mine-Nave de desant: 5 (clasa Lublin)[3]
- Peste 40 alte nave (incluzând petroliere, nave de salvare, patrulare și de antrenament)[3]
- Avioane: 12 (PZL M28B Bryza)[3]
- Elicoptere: 30 (Kaman SH-2, PZL W-3, Mil Mi-14, PZL Mi-2, Mil Mi-17)[3][4]

## Forțele terestre
- Tancuri: 1000 buc. (Leopard 2A4, PT-91 Twardy, PT-91MA1, T-72, T-72A, T-72M1, T-72M1D)[3]
- Vehicule de luptă blindate: 2000 (KTO Rosomak, BWP-1, BWR-1S, BWR-1D, HMMWV, BRDM-2)[3]
- Artilerie: 1200 (cu calibru de 120mm sau mai mare)[3]
- Elicoptere: 200 (PZL W-3, Mi-8, Mi-17, Mi-24, Mi-2 )[3]

## Personal

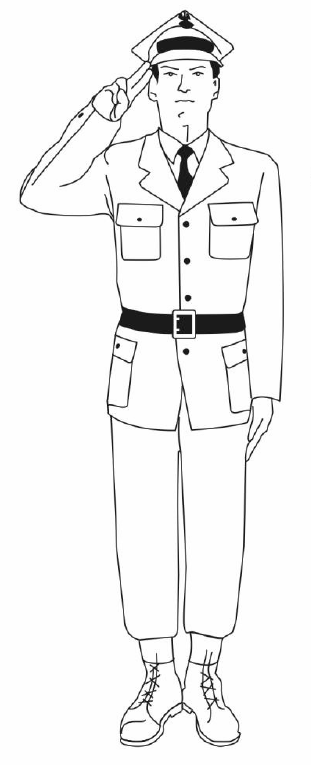
Salutul cu două degete

Forțele armate ale Poloniei sunt singurele din lume care folosesc salutul cu două degete atunci când poartă ceva pe cap (acest salut se referă la faptul că salutul se dă emblemei de pe chipiu rogatywka, emblemă care reprezintă vulturul polonez).
Salutul se execută cu degetul arătător și cel mijlociu întinse și atingându-se între ele, în timp ce degetele inelar și cel mic sunt îndoite și atinse de police.
La data de 1 ianuarie 2006 efectivele armatei erau de  136.200 militari, din care 78.000 militari profesioniști.
Polonia dispune de infanterie cu efective importante, aviația este modernă cu o mică forță navală, din care:
- 147 generali ;
- 10.968 ofițeri superiori;
- 14.548 ofițeri;
- 43.668 subofițeri;
- 8.704 soldați.